# St John Fisher Catholic High School (Peterborough)
A St. John Fisher Catholic High School, régebben St. John Fisher RC School (magyarul: Szent John Fisher Római Katolikus Középiskola), Peterborough városban, Angliában található, mint Cambridgeshire egyetlen katolikus iskolája. Hosszú évekig a gimnázium a Park Lane-ről megközelíthető telken üzemelt; viszont 2007-ben a reeves way-i területre (a korábbi Hereward Community College épületébe) költözött, mivel a régi telek jelentős átalakításon esett át, amelynek célja a gimnázium felszereléseinek újítása és elavult infrastruktúrájának korszerűsítése volt. Az épület mára elkészült, egy új park lane-i kiterjesztéssel. A középiskola személyzete és tanulói 2009. február 25-én költöztek vissza az immár felújított intézménybe.

## "Sixth form"
A legalább 5 A* és C közti GCSE minősítést szerző diákok úgynevezett "A level" kurzusokon vehetnek részt a középiskola "Sixth form" tagozatának tagjaiként. Azok a tanulók, akik nem érik el a megadott kritériumot, BTEC tanfolyamokra jelentkezhetnek, amelyek csak egy évig tartanak.
A St. John Fisher Catholic High School a következő "A level" tantárgyakat kínálja:
- Művészetek
- Színházi nevelés
- Biológia
- Üzleti tanulmányok: Team Peterborough - Ken stimpson Community School
- Kémia
- Klasszikus civilizáció
- Informatika: Team Peterborough - The Voyager School
- Angol irodalom
- Francia nyelv
- Általános tanulmányok
- Földrajztudomány: Team Peterborough - Ken Stimpson Community School
- Történelem
- Matematika
- Zene
- Fizika: Team Peterborough - The Voyager School/Ken Stimpson Community School
- Terméktervezés: Team Peterborough - The Voyager School
- Pszichológia
- Vallási tanulmányok
- Szociológia
- Sport tanulmányok: Team Peterborough - Ken Stimpson Community School
- Textilipar
- BTEC Informatika
- BTEC Üzleti tanulmányok: Team Peterborough - Ken Stimpson Community School

## Az iskola vezetősége
Az iskola vezetői csapata egy ún. "Head Boy"-ból (vezető fiú), egy "Head Girl"-ből (vezető lány), és a helyetteseikből áll, akiket a "Sixth form", a 11. évfolyam és az iskolai személyzet tagjai választanak meg.

## Új épületek és arculat
Amikor bejelentésre került, hogy a gimnázium tizennégymillió fontos támogatást kap az épületek és a felszerelések korszerűsítése céljából, az igazgató még Mary Milhovilovic, az iskola neve pedig St. John Fisher RC School volt. Azonban amikor a középiskola "különleges intézkedések" alá került, Sean Hayes lett kijelölve az igazgatói posztra. Az új vezető által a következő intézkedések lettek végrehajtva: a gimnázium neve "St. John Fisher Catholic High School"-ra változott, a napi hat tanórát négy hetvenöt perces tanítási óra váltotta fel, valamint megváltozott az iskolai egyenruha és az intézmény logója is.